# Almoravidi
Almoravidi ili Murabiti (arapski: المرابطون — al-Murabitun, jednina: مرابط — Murabit) su berberska i maursko-španjolska dinastija podrijetlom iz Sahare. U 11. stoljeću su vladali širim područjem sjeverozapadne Afrike i Pirinejskim poluotokom. Pod tom dinastijom carstvo Maura je zauzimalo današnji Maroko, Zapadnu Saharu, Mauretaniju, Gibraltar, Tlemsen u Alžiru, veliki dio Senegala, Malija, Španjolske i Portugala. Njihovo carstvo se raspalo pod invazijom Almohada.

## Početci
Lamtuna je bilo jedno od najmoćnijih plemena Sahare između rijeke Dra i rijeke Senegal. Potječu iz južnog Maroka. Kasnije su se proširili do rijeke Niger, gdje su osnovali grad Audagost. Islamizirani su u 7. stoljeću, ali nisu bili jako privrženi islamu, pa većina nije slijedila tradicije šerijata.

## Utjecaj ortodoksnog islama i početak militarizacije
Oko 1040. godine jedan od poglavica plemena, Jaja ibn Ibrahim, išao je na hodočašće u Meku. Na putu kući zaustavio se u Tunisu u jednoj džamiji. Vjerski učitelji u toj džamiji su ga uvjerili da je njegovo pleme jako slabo pozna vjeru i provodi vjerske zakone. Teolozi iz Tunisa su ga savjetovali da nešto učini. Dali su mu kao ispomoć jednoga misionara Abdulaha ibn Jasina, zastupnika jedne od sunitskih škola islama. Misionar je ranije već pokušavao vjerski poučiti pleme Lamtuna, ali nije imao uspjeha.
Ovaj put uz pomoć jednoga od vođa plemena Jaja ibn Ibrahima imao je podršku, koja mu je ranije nedostajala. Iz Sahare je počeo širiti svoje učenje i utjecaj na cijelo pleme. Ibn Jasin je uveo pokajničko bičevanje kao proces očišćenja. Uspostavio je disciplinu i kazne za svaki prekršaj zakona. Čak su i vođe bile kažnjavane. To je dovelo Almoravide u red. Prvi vojni vođa Jaja ibn Ibrahim je uspostavio dobru vojnu organizaciju. Glavna sila je bila pješaštvo naoružano s dugim kopljima u prvim redovima i s kraćima u stražnjim redovima. Pješaštvo se kretalo u bojnom poretku falange, a podržavali su ih na krilima konjanici ili jahači deva.

## Vojni uspjesi
Od 1053. godine Almoravidi su počeli širiti svoj religiozni put na barbarska područja i na pustinju i na Afrikance u područjima južno od Sahare. Preveli su na islam državu Takrur (nalazi se u današnjem Senegalu). Nakon pobjede nad barbarskim plemenom Sanhadža vrlo brzo su preuzeli kontrolu nad svim trgovačkim putevima u pustinji. Sidžilmasu na sjeveru su zauzeli 1054., a Audagost na jugu 1055. godine. Jaja ibn Ibrahim je ubijen u borbi 1056.
Abdulah ibn Jasin je imao ogromnu moć i utjecaj kao vrhovni vjerski učitelj. Imenovao je Abu Bakra ibn Umara, brata ubijenog vođe, za novog vođu. Pod njegovim vodstvom Almoravidi su širili svoj teritorij i van pustinje. Pokorili su plemena planina Atlas. U središnjem Maroku su se sukobili s jednim plemenom Barguta, koje je slijedilo heretička učenja. Bargute su pružile žestok otpor. Ibn Jasin je poginuo u borbama protiv njih. Abu Bakr ibn Umar je uspio da na kraju pokori heretičko pleme, a udovicu ubijenog vođe pokorenog plemena je uzeo sebi za ženu.
Abu Bakr ibn Umar je 1061. podijelio vlast sa svojim rođakom Jusuf ibn Tašfinom, koga je imenovao zamjenikom. Za sebe je ostavio zadatak nadgledanja i kršenja pobune protiv Almoravida u pustinji. Kada je izvršio zadatak u pustinji i vratio se potpuno preuzeti vlast, našao se u situaciji da je njegov rođak postao previše moćan i i nije mogao potpuno vratiti vlast u svoje ruke. Vratio se u Saharu, gdje je 1087. ubijen otrovnom strijelom.
Jusuf ibn Tašfin je pokorio Maroko, Zapadnu Saharu i Mauritaniju. Osnovao je 1062. grad Marakeš. Kraljevinu Tlemsen u Alžiru osvojio je 1080. i osnovao je grad istoga imena. Istočno je proširio vlast do Orana.

## Gana
Almoravidi su 1075. objavili rat carstvu Gani. Prema arapskim predanjima u tome ratu Gana je financijski stradala, tako da je prestala biti komercijalna i vojna sila do 1100. Raspala se u niz plemenskih grupa. Neke grupe su asimilirali Almoravidi, a druge grupe su osnovale carstvo Mali. Po drugim interpretacijama, utjecaj Almoravida je postupno rastao, ali nije bilo vojnog preuzimanja. Almoravidi su ojačali utjecaj ženidbama s plemstvom u Gani.

## Pirinejski poluotok
Muslimanske vođe Al-Andaluza pozvali su 1086. Almoravide kako bi ih obranili od Alfonsa VI. od Kastilje i Leona. Almoravidi su kršćanskoj vojsci nanijeli težak poraz. Poslije toga, zbog problema u Africi, Almoravidi su jedno vrijeme bili pasivni na Pirinejskom poluotoku.
Vratili su se 1090. s ciljem da zavladaju Al-Andaluzom umjesto muslimanskih vođa. Stanovništvo Al-Andaluza je većinom bilo protiv dotadašnjih rastrošnih vladara zbog prevelikih poreza. S druge strane i muslimanske vjerske vođe, a i drugi najveći muslimanski autoriteti u Perziji i Egiptu su bili protiv vođa Al-Andaluza. Smatrali su da ih nije briga za vjeru, pa su izdali fatvu (vjersku odluku) da vođa Almoravida Jusuf ibn Tašfin ima moralno i vjersko pravo svrgnuuti vladare Al-Andaluza, koji su često tražili pomoć od kršćana i koji su usvojili kršćanske običaje.
Do 1094. Almoravidi su zavladali Al-Andaluzom. Almoravidi od kršćana nisu osvojili mnogo područja, izuzev Valencije. Međutim, ujedinili su muslimane na Pirinejskom poluotoku i zaustavili rekonkvistu.

## Zapovjednik muslimana
Nakon prijateljskog dopisivanja s kalifom u Bagdadu, koga je priznao kao Zapovjednika pravovjernih, Jusuf ibn Tašfin je 1097. imao titulu Zapovjednik muslimana. Umro je 1106. godine, navodno u stotoj godini. Almoravidi su tada bili na vrhuncu moći. Maursko carstvo je tada uključivalo i Baleare.

## Nazadovanje
Jusufov sin, Ali ibn Jusuf, je 1109. osvojio Sintru i Santarem. Ponovo je izvršio invaziju 1119. i 1121. Međutim odnos snaga se preokrenuo. Uz pomoć Francuza Aragonija je uspjlela vratiti Zaragozu. Alfons VII. od Kastilje i Leona je 1138. pobijedio Ali ibn Jusufa. Alfons I. od Portugala ga je pobijedio 1139., a Portugalci su 1147. zauzeli i Lisabon.
Almoravidi su imali neprijatelje u Almohadima. Ali ibn Jusuf se samo molio i klanjao dok mu se carstvo raspadalo od napada kršćana i Almohada. Kada je Ali ibn Jusuf umro 1142., njegov sin je gubio područja pred napadima Almohada. Sin je poginuo 1146. nakon poraza kod Orana.
Dva sljedeća nasljednika su bili zapovjednici samo po imenu. Almohadi su zauzeli Marakeš 1147. i to je označilo pad dinastije. Almoravidi su još vladali na dijelovima teritorija, kao na Balearima ili Tunisu.